# شهرداری فردوس
شهرداری فردوس یک سازمان عمومی غیردولتی است که مسئولیت اداره شهر فردوس را بر عهده دارد. بالاترین مقام اجرایی این سازمان شهردار فردوس است که توسط شورای شهر فردوس انتخاب می‌گردد.
شهرداری فردوس در آذر ۱۳۰۴خورشیدی تحت عنوان بلدیه تون، تأسیس گردید. در سال ۱۳۰۸ نام تون را به فردوس تغییر دادند. شهرداری آن به شهرداری فردوس تغییر نام پیدا کرد.

## شهرداران
از شهرداران فردوس از ابتدا تا سال ۱۳۳۴ اطلاعی در دست نیست. اکنون شهردار فردوس حسین اکبری است.
| ردیف | شهردار                   | شروع             | پایان           | مدت   |
| ---- | ------------------------ | ---------------- | --------------- | ----- |
| ۱    | ؟                        | آذر ۱۳۰۴         | ؟               | ؟     |
| ۲    | سید خلیل‌الله امام جمعه   | ۲۴ اسفند ۱۳۳۴    | ۱ خرداد ۱۳۳۷    | ۳ سال |
| ۳    | سید محمود رحمانی         | ۲ خرداد ۱۳۳۷     | ۲۴ مهر ۱۳۳۸     | ۱ سال |
| ۴    | محمد باقر ملک‌زاده آراسته | ۱۱ دی ۱۳۳۸       | ۳ اسفند ۱۳۴۲    | ۴ سال |
| ۵    | محمد باقر دانش           | ۱۷ فروردین ۱۳۴۳  | ۲۹ آذر ۱۳۴۴     | ۱ سال |
| ۶    | سید کریم صدرزاده         | ۶ خرداد ۱۳۴۵     | ۲۶ مرداد ۱۳۵۱   | ۶ سال |
| ۷    | فریدالدین اسراری         | ۲۸ مرداد ۱۳۵۱    | ۱ آبان ۱۳۵۱     | ۳ ماه |
| ۸    | عبدالحسین مثقالی         | ۸ آبان ۱۳۵۱      | ۸ آبان ۱۳۵۳     | ۲ سال |
| ۹    | هوشنگ قدسی‌زاده           | ۲۶ آذر ۱۳۵۳      | ۱۵ تیر ۱۳۵۶     | ۳ سال |
| ۱۰   | منصور شاهی               | ۱۴ شهریور ۱۳۵۶   | ۲۷ بهمن ۱۳۵۷    | ۱ سال |
| ۱۱   | ثناالله بهشتی‌فر          | ۲۷ بهمن ۱۳۵۷     | ۷ اردیبهشت ۱۳۶۰ | ۳ سال |
| ۱۲   | محمد باقر شجاع           | ۲۸ اردیبهشت ۱۳۶۰ | ۱ آذر ۱۳۶۰      | ۷ ماه |
| ۱۳   | عزیز بیز                 | ۲۹ آذر ۱۳۶۰      | ۱ آبان ۱۳۶۱     | ۱ سال |
| ۱۴   | سید حسن رضوانی           | ۱۴ تیر ۱۳۶۲      | ۲۶ دی ۱۳۶۳      | ۱ سال |
| ۱۵   | غلام‌رضا فیض‌بخش           | ۲۷ دی ۱۳۶۳       | ۱۵ مهر ۱۳۶۶     | ۳ سال |
| ۱۶   | علیرضا هوشنگ‌نژاد         | ۱۵ دی ۱۳۶۶       | ۳۰ مهر ۱۳۶۹     | ۳ سال |
| ۱۷   | غلام‌علی تقوی             | ۱ آبان ۱۳۶۹      | ۲۳ شهریور ۱۳۷۲  | ۳ سال |
| ۱۸   | محمد قندهاری             | ۲۴ شهریور ۱۳۷۲   | ۹ مرداد ۱۳۷۶    | ۴ سال |
| ۱۹   | غلام‌حسین اسماعیلی        | ۱۷ شهریور ۱۳۷۶   | ۹ مرداد ۱۳۷۸    | ۲ سال |
| ۲۰   | حسین حسینی‌پور            | ۷ مهر ۱۳۷۸       | ۹ شهریور ۱۳۷۹   | ۱ سال |
| ۲۱   | محمد قندهاری             | ۱۴ آبان ۱۳۷۹     | ۱۰ خرداد ۱۳۸۳   | ۴ سال |
| ۲۲   | رمضان طاهری              | ۲۲ تیر ۱۳۸۳      | ۱۲ مرداد ۱۳۸۵   | ۲ سال |
| ۲۳   | اسماعیل غفاری            | ۴ شهریور ۱۳۸۵    | ۲۷ بهمن ۱۳۸۷    | ۲ سال |
| ۲۴   | سید محمد علی‌پرست         | ۱۹ فروردین ۱۳۸۸  | ۵ مرداد ۱۳۹۱    | ۳ سال |
| ۲۵   | حمید حلاج مقدم           | ۱۶ مهر ۱۳۹۱      | مرداد ۱۳۹۷      | ۶ سال |
| ۲۶   | علی کاظمی                | ۵ شهریور ۱۳۹۷    | مهر ۱۴۰۰        | ۳ سال |
| ۲۷   | حسین اکبری               | ۱۴ مهر ۱۴۰۰      | اکنون           | کنون  |